# Bataille de la forêt de Sambisa (2015-2016)
Pour les articles homonymes, voir Bataille de la forêt de Sambisa.
Insurrection de Boko Haram
La bataille de la forêt de Sambisa a lieu lors de l'insurrection de Boko Haram.

## Déroulement

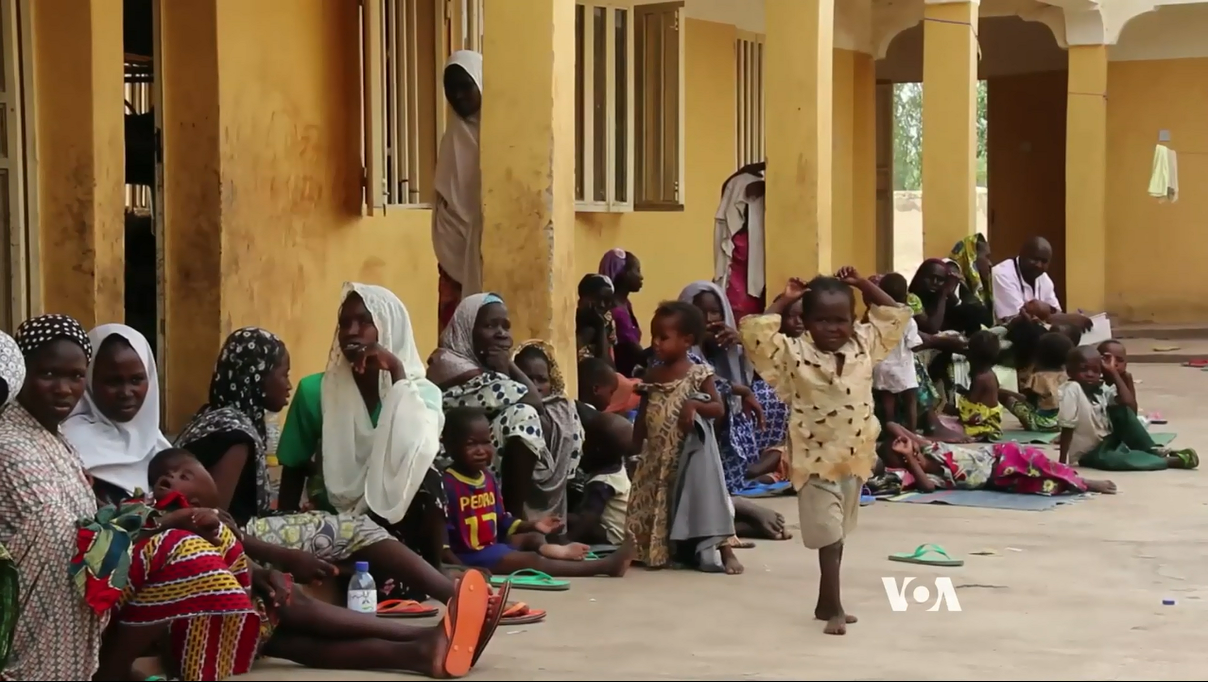
Femmes et enfants otages de Boko Haram, quelques jours après avoir été délivrés par l'armée nigériane dans la forêt de Sambisa, c. 6 mai 2015.

En avril 2015, après avoir repris le contrôle des villes de Gwoza et Bama, l'armée nigériane concentre des troupes près de la forêt de Sambisa, dernier sanctuaire de Boko Haram. Les 22 avril, elle tente une incursion mais recule rapidement à cause des nombreuses mines placées par les djihadistes. Celles-ci tuent au moins trois miliciens et l'armée se replie sur Bama,,. 
L'armée nigériane lance une nouvelle incursion dans la forêt de Sambisa. Le soir du 28 avril elle affirme avoir détruit trois camps de Boko Haram et libéré 200 filles et 93 femmes. Puis le 29 avril, elle annonce avoir pris treize camps islamistes et libéré 160 femmes et enfants de plus, qui étaient retenus dans des conditions « très sévères et inhumaines ». Le 1er mai, 234 femmes et enfants sont encore délivrés,,,. L'une des rescapées, Binta Abdullahi, 18 ans, enlevée dans son village près de Madagali début 2014, raconte que : « Quand les militaires ont donné l'assaut au camp où nous étions détenus, nos ravisseurs nous ont dit de nous réfugier sous les arbres et buissons pour échapper aux bombardements de l'armée. Des femmes qui s'étaient cachées sous les arbres ont été écrasées par des chars qui avançaient sans savoir qu'elles étaient là. [...] Trois femmes au moins et des soldats ont été tués dans l'explosion d'une mine sur laquelle une femme avait marché ».
Le 17 mai, l'armée nigériane affirme avoir pris 10 camps djihadistes dans la forêt. Selon son porte-parole, un soldat a été tué par une mine et deux autres blessés.
Le 23 mai, elle annonce que des dizaines de djihadistes sont morts dans des combats livrés la veille et que 20 femmes et enfants ont été secourus. Les pertes dans cette opération sont d'un soldat tué et 10 blessés.
Le 27 octobre, l'armée nigériane mène un raid dans les localités de Bulajilin et Manawashe, en bordure de la forêt de Sambisa, tue 30 djihadistes et libère 338 personnes, dont 8 hommes, 138 femmes et 192 enfants, qui étaient retenues en captivité,. Le 19 mai 2016, elle affirme avoir encore délivré 97 femmes et enfants à Sambisa.
Début octobre, l'armée nigériane lance une opération baptisée « Forest Storm » (tempête forestière), dans la forêt de Sambisa. Elle revendique la libération de 1 880 civils entre le 14 et le 21 décembre et affirme que 564 djihadistes ont été faits prisonniers et que 19 autres se sont rendus. Elle affirme ensuite avoir pris le 23 décembre le Camp Zéro, la « dernière enclave » de Boko Haram dans la forêt de Sambisa,.
Cependant, dans une vidéo publiée le 29 décembre 2016, Abubakar Shekau dément les déclarations du gouvernement nigérian et affirme que ses hommes sont toujours présents dans la forêt de Sambisa.